# Thlasia symmetrica
Thlasia symmetrica är en insektsart som beskrevs av Jacobi 1944. Thlasia symmetrica ingår i släktet Thlasia och familjen dvärgstritar. Inga underarter finns listade i Catalogue of Life.